# Severus von Aquileia

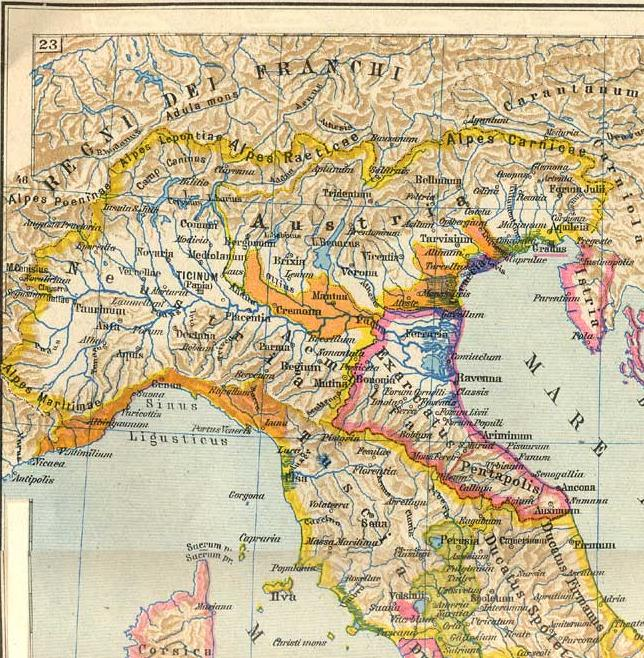
Langobardische und byzantinische Gebiete vor 603

Severus (* Mitte 6. Jahrhundert; † 606, auch 607 wird genannt) war von 586 bis zu seinem Tod Patriarch von Aquileia. Patriarchatssitz war zu dieser Zeit bereits Grado, da die Patriarchen vor der Herrschaft der Langobarden (ab 568) in die als sicherer geltende Lagune von Grado geflohen waren. Severus spielte laut Überlieferung im Dreikapitelstreit eine Rolle.

## Rahmenbedingungen: Dreikapitelstreit
Über die Herkunft und die Zeit vor seiner Erhebung zum Patriarchen ist nichts bekannt. Nur durch die Auseinandersetzungen im Dreikapitelstreit erhielt er einen prominenten Platz in der Überlieferung.
Schon Kaiser Justinian hatte „nestorianisierende“ Theologen verurteilen lassen (Nestorius, 428–431 Patriarch der Reichshauptstadt). Eine entsprechende Glaubenserklärung sollte von allen Patriarchen und deren Klerus unterschrieben werden. Darin wurden die Schriften dreier Theologen aus dem Osten des Reiches – daher Dreikapitelstreit – verurteilt, nämlich diejenigen des Ibas von Edessa, des Theodoret von Kyrrhos und die des Theodor von Mopsuestia. Im Nordosten Italiens und im heutigen Slowenien sowie auf Istrien wehrte sich der Klerus gegen die kaiserliche Verurteilung, die auch von Papst Vigilius abgelehnt wurde, ebenso wie von weiten Teilen des afrikanischen Klerus. Als Vigilius 548 nach Konstantinopel zitiert wurde und in dieser Frage nachgab, schlossen ihn die afrikanischen Kleriker aus. 553 erließ ein Konzil eine kaiserlich unterstützte Verurteilung, die bereits zwei Jahre zuvor durch Justinian erfolgt war. Dies führte zum Schisma, einer Kirchenspaltung, die 150 Jahre anhalten sollte. Als 607 der Patriarch Candidianus abschwor, kam es zu einer Abspaltung im inzwischen langobardischen Aquileia, während in Grado ein Patriarchat dauerhaft Bestand hatte, das sich den kaiserlichen Vorstellungen fügte. Die Schismatiker beherrschten Aquileia hingegen über längere Zeit, allerdings bei wechselnden Residenzorten. Erst Ende des 7. Jahrhunderts wurde die Kirchenspaltung durch eine Kirchenversammlung beendet.

## Amtszeit im Dreikapitelstreit

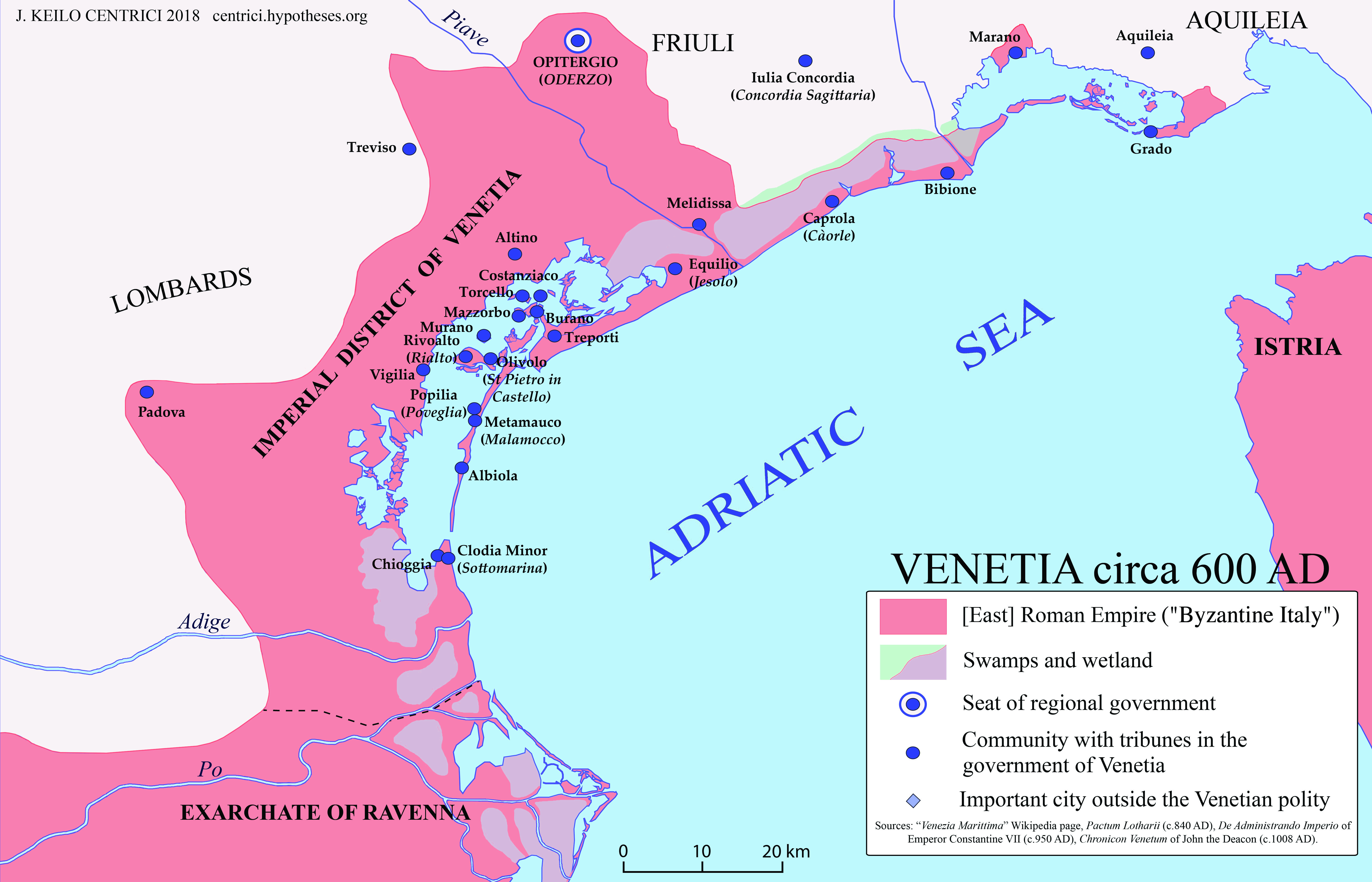
Die Lagune von Venedig und die von Grado mit den benachbarten Gebieten, die um 600 noch zum oströmischen Herrschaftsgebiet gehörten

Severus, der im Schisma eine wesentliche Rolle übernahm, folgte dem Patriarchen Helias im Jahr 586 im Amt, nachdem dieser 15 Jahre amtiert hatte. Doch erhielt er sogleich die Folgen des seit Jahrzehnten andauernden Dreikapitelstreits zu spüren, der die Kirchen Oberitaliens spaltete. Schon zwanzig Jahre zuvor waren die oströmischen Amtsträger vom Papst aufgefordert worden, dem Treiben der Schismatiker notfalls mit Gewalt ein Ende zu setzen. Kaum war Helias tot, griff der oströmische Statthalter, der Exarch von Ravenna, sogleich zum Mittel der Gewalt, um den in Grado (Aquileia war inzwischen langobardisch, der Klerus in die Lagune von Grado geflohen) gewählten, jedoch schismatischen Patriarchen gefangenzusetzen.
Paulus Diaconus, der für diese Zeit in Italien wichtigste Geschichtsschreiber, widmet diesen Vorgängen in seiner Historia Langobardorum einen längeren Abschnitt. Severus wurde demnach von Smaragdus, dem Exarchen von Ravenna, als dieser nach Grado kam, eigenhändig gezwungen, die dortige Basilika zu verlassen. Zusammen mit den Bischöfen Johannes Parentinus, Severus von Triest und Vindemius (die Severus möglicherweise geweiht hatten) sowie dem „ecclesiae defensor“ (‚Verteidiger der Kirche‘) Antonius wurde er gewaltsam für ein Jahr nach Ravenna verbracht.
Unter Drohungen mussten die Gefangenen in Kirchengemeinschaft mit Johannes II., dem Bischof von Ravenna (eigentlich war er Erzbischof), treten, der die Drei Kapitel verurteilte und sich seit den Päpsten Vigilius und Pelagius von Rom losgesagt hatte. Als die Kleriker in ihre Städte zurückkehrten, wollte weder das Volk sich von ihnen die Eucharistie reichen lassen („plebs communicare“), noch wurden sie von den übrigen Bischöfen aufgenommen, ohne dass sie zuvor ihre Abschwörung widerrufen hätten.
Nachdem der Exarch Smaragdus 589 durch den Patrikios Romanos ersetzt worden war, fand eine Synode in Marano statt. Dort wurde Severus von Aquileia, der persönlich anwesend war, wieder aufgenommen, nachdem er seinen Irrtum erklärt hatte, also wieder zu den Drei Kapiteln zurückgekehrt war. Ausdrücklich zählt Paulus die Namen derjenigen Bischöfe auf, die sich „ab hoc scismate“ ferngehalten hatten (Historia Langobardorum III, 26). Diese waren: „Petrus de Altino, Clarissimus, Ingenuinus de Sabione, Agnellus Tridentinus, Iunior Veronensis, Horontius Vicentinus, Rusticus de Tarvisio, Fonteius Feltrinus, Agnellus de Acilo, Laurentius Bellunensis, Maxentius Iuliensis et Adrianus Polensis.“ Mit dem Patriarchen hingegen „communicaverunt“ – sie blieben also auf der Seite der Schismatiker – „Severus, Parentinus Iohannes, Patricius, Vindemius et Iohannes“. Es handelte sich dabei um die Bischöfe Severus von Triest, Johannes von Parenzo, Patricius von Emona, Vindemius von Cissa und Johannes von Celeia. Als gesichert kann diese Liste des Paulus Diaconus jedoch nicht gelten.
591 hatte sich Severus also wieder den Schismatikern angeschlossen, woraufhin Papst Gregor I. versuchte, Severus in drei Briefen erneut vom Schisma abzubringen, wozu er ihn und seine Suffragane nach Rom vorlud. Um sich dieser Vorladung zu entziehen, wandten sich zehn Bischöfe in einem ebenfalls überlieferten Bittgesuch direkt an Kaiser Maurikios. Darin erinnerten sie an die violentia militaris („Militärgewalt“), die gegen sie angewandt worden sei. Auch erhoben sie die Forderung nach einem Ende der Schikanen gegen die Kirche von Aquileia, deren Sitz nur vorübergehend in Grado sei, denn sonst hätte sich die Kirche von Aquileia direkt, wie es bereits in Noricum, wo die Franken standen, geschehen sei, an die fränkischen Bischöfe und Metropoliten zur Wahl und Weihe gewandt. Auf diese Weise hätte bereits die „sancta respublica Romana“ ihre Autorität nicht nur in Grado, sondern moralisch in allen Bistümern verloren, die seit mehr als zwanzig Jahren zum langobardischen Reich gehörten. Bei dieser Versammlung war Severus offenbar nicht persönlich anwesend, im Gegensatz zu Marano.

## Tod und Nachfolge
Offenbar waren in Konstantinopel inzwischen politische und militärische Überlegungen ausschlaggebend, nachdem seit 568 die Langobarden erhebliche Teile Italiens erobert hatten. Kaiser Maurikios insistierte nicht auf einem Vorgehen gegen den Exarchen, aber als Severus starb und Grado weiterhin Rom ungehorsam blieb, kam es bei der Wahl seines Nachfolgers zu neuer Gewalt.
Der neue Patriarch, Candidianus, wurde von der Obrigkeit durchgesetzt, die sich davon versprach, dass die Kirche von Aquileia dem Schisma abschwören würde. Ein Teil der Schismatiker floh daher ins Langobardenreich und wählte den in Roms Augen schismatischen Abt Johannes zum Patriarchen. Die Spaltung des Patriarchats blieb auch dann fortbestehen, als die zunächst weiterhin schismatischen Patriarchen nach der endgültigen Beilegung des Konflikts Ende des 7. Jahrhunderts auf die römische Seite wechselten.